# Andrea Colonna di Stigliano (politico)
Andrea Colonna di Stigliano, nobile di Alianello, Sant'Arcangelo, Roccanova, Giugliano e Melito, patrizio napoletano, patrizio veneto (Napoli, 26 febbraio 1820 – Napoli, 28 luglio 1872), è stato un imprenditore e politico italiano.

## Ascendenza
|                                                           |                                             |                                           | Genitori                                                |  |  | Nonni |  |  | Bisnonni                                                  |  |  | Trisnonni                                               |  |
|                                                           |                                             |                                           |                                                         |  |  |       |  |  | Marcantonio Colonna di Stigliano, III principe di Sonnino |  |  | Ferdinando Colonna di Stigliano, II principe di Sonnino |  |
|                                                           |                                             |                                           |                                                         |  |  |       |  |  | Marcantonio Colonna di Stigliano, III principe di Sonnino |  |  | Ferdinando Colonna di Stigliano, II principe di Sonnino |  |
|                                                           |                                             | Luisa Caracciolo                          |                                                         |  |  |       |  |  | Marcantonio Colonna di Stigliano, III principe di Sonnino |  |  |                                                         |  |
| Andrea Colonna di Stigliano, I principe di Stigliano      |                                             |                                           |                                                         |  |  |       |  |  | Marcantonio Colonna di Stigliano, III principe di Sonnino |  |  |                                                         |  |
|                                                           |                                             | Giulia d'Avalos d'Aquino d'Aragona        | Andrea d'Avalos d'Aquino d'Aragona, VII duca di Celenza |  |  |       |  |  |                                                           |  |  |                                                         |  |
|                                                           |                                             | Giulia d'Avalos d'Aquino d'Aragona        | Andrea d'Avalos d'Aquino d'Aragona, VII duca di Celenza |  |  |       |  |  |                                                           |  |  |                                                         |  |
|                                                           |                                             | Giulia d'Avalos d'Aquino d'Aragona        | Beatrice Cosima Antonia Caracciolo                      |  |  |       |  |  |                                                           |  |  |                                                         |  |
| Ferdinando Colonna di Stigliano, II principe di Stigliano |                                             | Giulia d'Avalos d'Aquino d'Aragona        |                                                         |  |  |       |  |  |                                                           |  |  |                                                         |  |
|                                                           |                                             | Carlo Ruffo, V principe di Sant'Antimo    | Francesco Ruffo, VI duca di Bagnara                     |  |  |       |  |  |                                                           |  |  |                                                         |  |
|                                                           |                                             | Carlo Ruffo, V principe di Sant'Antimo    | Francesco Ruffo, VI duca di Bagnara                     |  |  |       |  |  |                                                           |  |  |                                                         |  |
|                                                           |                                             | Carlo Ruffo, V principe di Sant'Antimo    | Ippolita d'Avalos                                       |  |  |       |  |  |                                                           |  |  |                                                         |  |
| Cecilia Ruffo di Sant'Antimo                              |                                             | Carlo Ruffo, V principe di Sant'Antimo    |                                                         |  |  |       |  |  |                                                           |  |  |                                                         |  |
|                                                           |                                             | Anna Cavaniglia di San Giovanni Rotondo   | Troiano Cavaniglia, VI duca di San Giovanni Rotondo     |  |  |       |  |  |                                                           |  |  |                                                         |  |
|                                                           |                                             | Anna Cavaniglia di San Giovanni Rotondo   | Troiano Cavaniglia, VI duca di San Giovanni Rotondo     |  |  |       |  |  |                                                           |  |  |                                                         |  |
|                                                           |                                             | Anna Cavaniglia di San Giovanni Rotondo   | Cecilia de Ponte                                        |  |  |       |  |  |                                                           |  |  |                                                         |  |
| Andrea Colonna di Stigliano                               |                                             | Anna Cavaniglia di San Giovanni Rotondo   |                                                         |  |  |       |  |  |                                                           |  |  |                                                         |  |
|                                                           | Giovanni Carlo Doria, VIII principe d'Angri | Marcantonio Doria, VII principe d'Angri   |                                                         |  |  |       |  |  |                                                           |  |  |                                                         |  |
|                                                           | Giovanni Carlo Doria, VIII principe d'Angri | Marcantonio Doria, VII principe d'Angri   |                                                         |  |  |       |  |  |                                                           |  |  |                                                         |  |
|                                                           | Giovanni Carlo Doria, VIII principe d'Angri | Maria Lilla Grimaldi                      |                                                         |  |  |       |  |  |                                                           |  |  |                                                         |  |
| Marcantonio Doria, IX principe d'Angri                    | Giovanni Carlo Doria, VIII principe d'Angri |                                           |                                                         |  |  |       |  |  |                                                           |  |  |                                                         |  |
|                                                           |                                             | Giovanna Pappacoda                        | Giuseppe Pappacoda                                      |  |  |       |  |  |                                                           |  |  |                                                         |  |
|                                                           |                                             | Giovanna Pappacoda                        | Giuseppe Pappacoda                                      |  |  |       |  |  |                                                           |  |  |                                                         |  |
|                                                           |                                             | Giovanna Pappacoda                        | Anna Maria Spinelli Barrile                             |  |  |       |  |  |                                                           |  |  |                                                         |  |
| Anna Doria d'Angri                                        |                                             | Giovanna Pappacoda                        |                                                         |  |  |       |  |  |                                                           |  |  |                                                         |  |
|                                                           |                                             | Francesco Maria Doria, principe di Avella | Filippo Doria Sforza Visconti, marchese Doria           |  |  |       |  |  |                                                           |  |  |                                                         |  |
|                                                           |                                             | Francesco Maria Doria, principe di Avella | Filippo Doria Sforza Visconti, marchese Doria           |  |  |       |  |  |                                                           |  |  |                                                         |  |
|                                                           |                                             | Francesco Maria Doria, principe di Avella | Bianca Maria von Sinzendorf, marchesa di Caravaggio     |  |  |       |  |  |                                                           |  |  |                                                         |  |
| Teresa Doria del Carretto                                 |                                             | Francesco Maria Doria, principe di Avella |                                                         |  |  |       |  |  |                                                           |  |  |                                                         |  |
|                                                           |                                             | Maria Giovanna Doria del Carretto         | Lazzaro Doria, marchese di Tozzano                      |  |  |       |  |  |                                                           |  |  |                                                         |  |
|                                                           |                                             | Maria Giovanna Doria del Carretto         | Lazzaro Doria, marchese di Tozzano                      |  |  |       |  |  |                                                           |  |  |                                                         |  |
|                                                           |                                             | Maria Giovanna Doria del Carretto         | Giovanna Maria Teresa Doria                             |  |  |       |  |  |                                                           |  |  |                                                         |  |
|                                                           |                                             | Maria Giovanna Doria del Carretto         |                                                         |  |  |       |  |  |                                                           |  |  |                                                         |  |